# فيليبي غابرييل
فيليبي غابرييل (بالبرتغالية: Fellype Gabriel‏) (6 ديسمبر 1985 في ريو دي جانيرو في البرازيل – )؛ هو لاعب كرة قدم كان يلعب كلاعب وسط.

## وصلات خارجية
- فيليبي غابرييل على موقع الاتحاد الدولي (مؤرشف)  (الإنجليزية)
- فيليبي غابرييل على موقع رابطة كرة القدم اليابانية للمحترفين (اليابانية)
- فيليبي غابرييل على موقع قاعدة بيانات كرة القدم.إي يو (الإنجليزية)
- فيليبي غابرييل على موقع Soccerway.com (الإنجليزية)
- فيليبي غابرييل على موقع عالم كرة القدم.نت (الإنجليزية)